# Дофамінові рецептори
Дофамінові рецептори - це рецептори, залучені у дофамінергічну нейротрансміссію. Вони містяться на мембранах нейронів як периферійної, так і центральної нервової системи і залучені у координацію рухів, процеси навчання, тощо. 
Є 5 підтипів дофамінергічних рецепторів – D1 – D5 – всі з яких є метаботропними. Рецептори D1 і D5 (так звані D1-подібні рецептори) активують аденілатциклазу і, як наслідок, спричиняють зростання синтезу цАМФ, генеруючи у постсинаптичному нейроні збудження. Рецептори D2, D3 і D3 (D2-подібні рецептори) інгібують аденілатциклазу.  
Надмірне утворення дофаміну або надмірна активність чи надмірний вміст D2-рецепторів спричиняють розвиток шизофренії. Відповідно, блокатори D2-рецепторів діють як D2-антагоністи, проявляють нейролептичні ефекти (нейролептики, або антипсихотики) і є ефективними для лікування шизофренії (галоперидол). 
Якщо дофамін-продукуючі нейрони чорної субстанції втрачені або порушена функція D2-рецепторів, розвиваються симптоми хвороби Паркінсона. Іншою причиною розвитку цього стану може бути надмірне застосування галоперидолу при лікуванні шизофренії.